# كينتو هاشيموتو
كينتو هاشيموتو (باليابانية: 橋本 拳人) (16 أغسطس 1993 في إيتاباشي في اليابان – )؛ هو لاعب كرة قدم ياباني سابق كان يلعب كلاعب وسط.

## وصلات خارجية
- كينتو هاشيموتو على موقع رابطة كرة القدم اليابانية للمحترفين (اليابانية)
- كينتو هاشيموتو على موقع إي إس بي إن إف سي (الإنجليزية)
- كينتو هاشيموتو على موقع قاعدة بيانات كرة القدم.إي يو (الإنجليزية)
- كينتو هاشيموتو على موقع ناشيونال فوتبول تيمز (الإنجليزية)
- كينتو هاشيموتو على موقع Soccerbase.com (لاعب) (الإنجليزية)
- كينتو هاشيموتو على موقع Soccerway.com (الإنجليزية)
- كينتو هاشيموتو على موقع عالم كرة القدم.نت (الإنجليزية)
- كينتو هاشيموتو على موقع كووورة